# El Maluco
El Maluco är en ort i Mexiko.   Den ligger i kommunen Guanajuato och delstaten Guanajuato, i den centrala delen av landet, 280 km nordväst om huvudstaden Mexico City. El Maluco ligger 1 859 meter över havet och antalet invånare är 637.
Terrängen runt El Maluco är kuperad norrut, men söderut är den platt. Runt El Maluco är det tätbefolkat, med 356 invånare per kvadratkilometer. Närmaste större samhälle är Guanajuato, 9,7 km norr om El Maluco. Trakten runt El Maluco består till största delen av jordbruksmark.